# Tepetongo
Tepetongo é um município do estado de Zacatecas, no México.